# 短帶任氏鯡
短帶任氏鯡為輻鰭魚綱鲱形目鲱科的其中一種，被IUCN列為次級保育類動物，分布於中西大西洋區的委內瑞拉海域，棲息深度可達50公尺，體長可達5.5公分，棲息在沿海海域，成群活動，以浮游生物為食。

## 擴展閱讀
維基物種上的相關：短帶任氏鯡